# Klaus Höring
Klaus Höring (* 24. November 1934 in Köln) ist ein deutscher Theaterregisseur und Theaterschauspieler mit gelegentlichen Ausflügen zu Film und Fernsehen.

## Leben und Wirken
Höring hatte bereits als Schüler Theater gespielt. Nach seinem Abitur ließ er sich am Max Reinhardt Seminar in Wien künstlerisch ausbilden und gab anschließend seinen Bühneneinstand in Bern. Anschließend gehörte er zehn Jahre dem Ensemble des Wiener Volkstheater an. In dieser Zeit gab Klaus Höring auch sein Filmdebüt in einer Lulu-Adaption von Rolf Thiele. Danach kehrte er nach Bern zurück und trat zu Beginn der 1970er Jahre auch im Bayerischen Staatsschauspiel in München auf, drehte aber alle paar Jahre auch wieder den einen oder anderen (Fernseh-)Film. Das Gros seiner Auftritte vor der Kamera absolvierte er in Adaptionen von Theaterstücken. Im Lauf seiner Karriere wechselte Höring ans Wiener Burgtheater und dort auch zur Bühnenregie; so inszenierte er beispielsweise 1982 dort Peter Handkes Wunschloses Unglück mit Hilde Krahl in der Hauptrolle und drei Jahre darauf die Antigone nach Sophokles.
Höring wirkte an über 50 ORF-Hörspielproduktionen mit und wurde im Rahmen der ORF Hörspielpreise als Schauspieler des Jahres 2023 ausgezeichnet.

## Filmografie
- 1962: Lulu
- 1964: Ihr erster Ball
- 1968: Ostende
- 1968: Der Kaufmann von Venedig
- 1971: Play Strindberg
- 1971: Der Kommissar: Als die Blumen Trauer trugen
- 1977: Tatort: Der vergessene Mord
- 1983: Professor Bernhardi
- 1990: Wilhelm Tell
- 1991: Heldenfrühling

## Auszeichnungen
- 2023 ORF Hörspielpreise: Schauspieler des Jahres[1]